# Рокморель, Гастон де
Луи́ Франсуа́ Гасто́н Мари́ Огю́ст де Рокморе́ль (фр. Louis François Gaston Marie Auguste de Roquemaurel, 20 сентября 1804 г. Тулуза — 11 апреля 1876 г. там же) — французский мореплаватель, исследователь и этнограф.

## Биография
Гастон де Рокморель — племянник по матери Жан-Пьера Маркасса де Пюиморена, который взял на себя его образование после смерти его отца. Гастон де Рокморель учился в колледже Оша, затем в королевском колледже Тулузы, где готовился к вступительным экзаменам в Политехническую школу. Он бросил школу в 1825 году и начал карьеру морского офицера.
Долгое время он плавал по Средиземному морю, но, получив звание лейтенанта в 1834 году через капитана Шарля Гектора Жакино, под командованием которого он служил во время Алжирской экспедиции (1830), и который был вторым у Жюля Дюмон-Дюрвиля, назначение во вторую кругосветную экспедицию Дюмона Дюрвиля и в Антарктиду. Таким образом, Рокморель стал заместителем командующего Дюмона Дюрвиля на борту «Астролябии» и вёл бортовой журнал экспедиции, которая длилась с 7 сентября 1837 по 6 ноября 1840. В его честь недавно открытый мыс на Земле Адели был назван мысом Рокморель. Именно он трижды спасал корабль, когда Дюмон Дюрвиль не смог командовать. В 1841 году Рокморель стал кавалером Почётного легиона, получил чин капитана фрегата и составил план собственной кругосветной экспедиции, который не был принят.
После революции 1848 года Рокморель был представлен новому военно-морскому министру Франсуа Араго, который также был его профессором в Политехническом университете. Он становится его руководителем аппарата. После ухода Араго он стал директором по персоналу министерства в звании капитана. Он ушёл в отставку 12 января 1849 года и вернулся к своим планам кругосветного путешествия.
21 февраля 1850 года, наконец, он был назначен командиром корвета «Каприсьёз» (Capricieuse, «Капризная») и получил задание выйти в Тихий океан, обогнув мыс Горн, пройти Таити, остановиться в Уалане, для точного измерения астрономического меридиана, которое будет использоваться для будущих навигаций (для этого Рокморель прибегает к услугам астронома Амеде Муше, который уже был в экспедиции Дюмон-Дюрвиля), занять военно-морскую базу в Китайском море и исследовать малоизвестные побережья Кореи, Сибири и Японии, чтобы заполнить пробелы, оставшиеся на картах со времён Лаперуза. Capricieuse прекрасно выполняет свою миссию, несмотря на серьёзные политические проблемы, возникшие в Китае. Корвет вернулся в Тулон 15 марта 1854 года, обогнув мыс Доброй Надежды.
Несмотря на успех своей миссии, Рокморель не получил ни признания, ни награды, ни продвижения по службе. После короткого отпуска по болезни (он был астматиком), ему было поручено командовать транспортным кораблём во время Крымской войны. Он окончательно вышел в отставку в июне 1856 года и получил право на пенсию в августе 1862.

## Тулузский музей
В отставке Рокморель жил в Тулузе, где вступил в Академию флоралий. За время экспедиций он собрал большую библиографическую и этнографическую коллекцию, которую он завещал городу Тулузе между 1841 и 1854 годами. В 1882 году пожертвования Рокмореля были переданы в новый Музей старинного и экзотического декоративного искусства (разместившийся в бывшем здании Коллеж Сен-Раймон), а в 1922 году переведены в Тулузский музей. Он также отвечал за коллекции экзотической малакологии музея. В 1950 году помещение, отведённое под этнографию Азии и Океании, было названо «Галереей Рокмореля». Коллекция Рокмореля стала основой богатейшего этнографического собрания музея.

## Память
- Мыс Рокморель (63°33’00’’ ю. ш. и 58°56’00’’ з. д.) — выдающийся антарктический скалистый мыс на восточной стороне входа в залив Костей, на северной стороне полуострова Тринити.
- 12 апреля 1947 года муниципальный совет города Тулузы присвоил имя Рокмореля улице, а в 1996 году к ней был присоединён проезд Рокморель.

## Этнолография

### Острова Фиджи
- Военный трофей из человеческих зубов — Фиджи
- Ожерелье из зубов кашалота — Фиджи
- Колье из ракушек с острова Вити-Леву 1838 г.
- Носовая флейта Вити-Леву 1838 г.

### Соломоновы острова
- Ободок с фарфором
- Пан-флейта
- Деревянные ёмкости
- Подвеска с перламутром

## Малакология и минералогия
- Aequipecten opercularis Средиземноморский
- Камни Земли Адели MHNT